# Cisti dentigera
La cisti dentigera o cisti follicolare è una lesione disembriogenetica di aspetto cistico che si origina in conseguenza di una degenerazione patologica dell'organo deputato alla formazione dello smalto dentario, al termine della sua azione. Per questo motivo è sempre associata alla corona di un dente incluso od in fase di eruzione, ed in quest'ultimo caso viene anche chiamata cisti eruttiva. Si tratta della seconda forma più comune di patologia cistica delle ossa mascellari, e si manifesta tipicamente in età giovanile, più frequentemente tra il secondo e terzo decennio di vita. Nelle sue fasi iniziali è asintomatica ed è quindi riscontrabile solo tramite un esame radiografico. Con il tempo tende ad aumentare di dimensioni, arrivando alla deformazione dell'osso coinvolto, potendo così manifestare una sintomatologia legata al processo di espansione e compressione delle strutture circostanti. La terapia di scelta in caso di lesione associata ad un dente incluso è chirurgica, e prevede l'enucleazione completa di lesione e dente (cistectomia) o, nel caso di possibilità di recupero del dente associato o di pericolo per i tessuti circostanti, l'apertura per favorire la decompressione (marsupializzazione), con un'eventuale seconda fase di asportazione completa. Nel caso di denti in fase di eruzione spontanea (cisti eruttiva) non è invece quasi mai necessario intervenire.

## Epidemiologia
La cisti dentigera rappresenta la seconda lesione di tipo cistico più frequente delle ossa mascellari dopo quella radicolare.  Rispetto a quest'ultima è più frequente in età giovanile, in particolare nel secondo e terzo decennio di vita, con una predilezione per il sesso maschile. La si ritrova quasi esclusivamente in associazione a denti permanenti o sovrannumerari, anche se sono stati segnalati rari casi di associazione con denti decidui. Tende inoltre a presentarsi con maggiore frequenza nella regione mandibolare.
La variante eruttiva può invece comparire in associazione a denti sia decidui sia permanenti, e di conseguenza la si osserva più frequentemente nel primo decennio di vita.

## Eziopatogenesi
La formazione di una cisti dentigera avviene in conseguenza della degenerazione patologica dell'organo dello smalto, deputato alla formazione della componente smaltea della corona del dente. Normalmente, al termine della sua azione questa struttura si trasforma nell'epitelio ridotto dello smalto, circondando la corona prima della sua fuoriuscita, per poi scomparire in seguito all'eruzione del dente. In alcuni casi si può innescare un processo di accumulo di liquido che porta alla creazione di una cavità patologica, che va a circondare progressivamente la corona del dente, a partire dalla giunzione amelo-cementizia. Talvolta il processo di degenerazione cistica sembra avvenire precocemente, arrestando il processo di formazione della corona prima del suo completamento. La causa all'origine della trasformazione patologica non è al momento conosciuta, anche se in alcuni casi limitati è stato suggerito l'intervento di uno stimolo infiammatorio da lesioni periapicali di denti decidui malati.

### Complicanze
La complicanza più comune è l'infezione della cavità cistica o empiema. In questo caso si avranno le tipiche manifestazione legate ad un'infezione acuta, con dolore, tumefazione e rialzo della temperatura corporea. Si può avere fistolizzazione nel cavo orale o a livello della cute facciale.
Sono stati riportati alcuni casi di sviluppo di carcinoma a cellule squamose da cisti dentigera, ma l'evenienza è considerata estremamente rara. Altrettanto poco frequente sembra essere l'associazione tra cisti dentigera e tumore odontogeno adenomatoide.

## Anatomia patologica
La cisti dentigera si presenta in rapporto di stretta contiguità con un dente incluso o in eruzione, la cui corona viene completamente circondata dalla lesione, a partire dalla giunzione amelo-cementizia. Nei casi di lesione sviluppata la cavità può estendersi a circondare progressivamente il dente da cui la patologia ha avuto origine, arrivando ad inglobarlo completamente, coinvolgendo in rari casi anche i germi di denti vicini. Nei casi più eclatanti, può raggiungere dimensioni notevoli, arrivando ad occupare e deformare la maggior parte dell'osso interessato. Presenta con maggiore frequenza un aspetto uniloculare e tondeggiante e con un orlo di addensamento periferico radiograficamente ben distinguibile, anche se sono state riportate lesioni con aspetto multiloculare. Solitamente è singola, anche se sono stati documentati casi di lesioni multiple e bilaterali. La presenza di lesioni multiple è considerata comunque rara al di fuori di quadri sindromici come alcune mucopolisaccaridosi.
Istologicamente la lesione è ben delimitata dai tessuti circostanti da una capsula connettivale fibrosa, la cui componente collegenica si differenzia piuttosto nettamente come organizzazione e composizione da quella delle cisti infiammatorie, dimostrandosi più affine a quella di lesioni più aggressive. Nell'ambito del tessuto fibroso possono essere talora riscontrate zone di degenerazione mixomatosa ed isole di epitelio odontogenico. Non si ritrovano le cellule infiammatorie che caratterizzano le cisti radicolari, a meno di sopravvenuta complicazione infettiva. Il lume della cavità cistica è rivestito da un epitelio pavimentoso pluristratificato che solitamente non presenta aspetti di cheratinizzazione, in cui possono essere riscontrate cellule mucipare e ciliate e talvolta corpi ialini. Il liquido che riempie la cavità è di tipo sieroso con presenza di cristalli di colesterolo variabile.

## Clinica

### Segni e sintomi
Nelle sue fasi iniziali molto raramente la presenza di un cisti dentigera si associa a sintomatologia. In questa fase, la sua presenza viene solitamente rilevata casualmente attraverso 
indagini radiografiche effettuate per altri motivi, spesso per la mancata fuoriuscita del dente a cui la cisti è associata. La presenza di sintomatologia dolorosa si avrà solo in concomitanza di una infezione acuta sovrapposta. Con il progressivo aumentare delle dimensioni, può comparire mobilità o spostamento di denti contigui, causando difficoltà nella masticazione. Sono possibili fenomeni di rizolisi. Non sono però rari i casi in cui anche in presenza di lesioni piuttosto estese, permane l'assenza di qualunque segno o sintomo. Comparendo infine in superficie, si avrà un rigonfiamento non dolente in lenta crescita con possibile segni di crepitio alla pressione, dovuto al limitato spessore della corticale ossea, diventando poi fluttuante alla palpazione. Nei casi di cisti di grandi dimensioni la crescita massiva può in casi rari portare a difficoltà alla deglutizione, compressione delle strutture nervose locali, con conseguente comparsa di parestesie e successiva scomparsa della sensibilità, ed arrivare alla deformazione dell'osso e delle strutture facciali. La crescita all'interno del seno mascellare può mascherare a lungo la presenza della lesione, portando a disturbi che possono essere confusi con quelli di una forma di sinusite di altra origine.
Nel caso di associazione con un dente in fase avanzata di eruzione (cisti eruttiva) il processo porta alla comparsa di una tumefazione translucido-bluastra nella sede di uscita del dente, a cui fa seguito la rottura della cavità, con la rapida comparsa della corona del dente.

### Esami di laboratorio e strumentali
Nella lesione di piccole dimensioni, l'esame radiografico risulta inizialmente l'unico reperto utile, permettendo di individuare la cavità cistica, attraverso il tipico aspetto di rarefazione ossea ben delimitata, che il dente associato. In caso di lesioni ampie, con interessamento delle strutture circostanti (altri denti, canali vasculo-nervosi, seno mascellare) può risultare utile un esame più preciso, come il ct-scan od il cone-beam.
L'esame istologico della lesione cistica, possibilmente completa ed integra, rimane comunque l'esame fondamentale per poter fare diagnosi certa, in quanto l'esame radiografico non è sufficiente per escludere patologie di tipo più aggressivo.

### Diagnosi differenziale
Nel caso di denti in fase di sviluppo, è necessario distinguere radiograficamente il follicolo dentario che circonda normalmente la corona del dente in eruzione dalla cisti in formazione. Questo è possibile solo dopo che questa avrà raggiunto una certa dimensione. A tal proposito non sembra esistere ad oggi un criterio condiviso, per cui a seconda degli autori la dimensione oltre la quale può nascere il sospetto di trasformazione cistica varia dai 2 ai 4 mm. Un altro problema può nascere in fase di dentizione mista, nel caso che la radiotrasparenza appaia in prossimità della zona periapicale di un deciduo affetto da patologia cariosa profonda, il che può far sospettare la formazione di una cisti radicolare, che però raramente si associa ai decidui. Quando la lesione cistica è associata a denti non in fase di crescita (inclusi, sovrannumerari ed odontomi), il tipico aspetto di radiotrasparenza ben delimitata circondante la corona del dente rende la diagnosi abbastanza semplice, permettendo di escludere facilmente le lesioni cistiche di altra origine. Maggiori problemi si possono avere nel caso in cui la lesione circondi completamente il dente associato. In questo caso il dubbio può riguardare la presenza di un tumore cheratocistico odontogeno, dotato di maggiore aggressività locale, che tende a presentarsi con una certa frequenza associato all'inclusione di un elemento dentale, rendendo necessario per la diagnosi certa l'esame istologico. Altri tumori odontogeni che possono ritrovarsi in associazione ad un dente incluso e venire confusi con la cisti dentigera sono il fibroma ameloblastico, l'ameloblastoma in forma unicistica ed il tumore odontogeno adenomatoide, piuttosto rari, ma che comunque richiedono per l'esclusione l'esame istologico, sempre consigliato.

## Trattamento
La scelta del trattamento delle cisti dentigere è legato ad alcuni fattori, tra cui di primaria importanza sono l'età del paziente, il dente interessato, la dimensione e posizione della lesione e la prossimità di strutture a rischio come altri germi dentari o fascicoli vasculo-nervosi.
Nei casi di associazione con denti inclusi di difficile recupero e/o di scarsa utilità, come denti del giudizio, sovrannumerari o amartomi (odontoma), il trattamento di scelta prevede l'eliminazione completa della lesione cistica con il dente incluso. L'intervento (cistectomia o Partsch II) prevede l'esposizione attraverso una breccia ossea (con accesso dal cavo orale o cavità nasali) e l'asportazione totale di tutti i tessuti coinvolti, quindi la chiusura della cavità, che in caso di dimensioni ampie può implicare l'uso di un riempitivo (osso autologo, eterologo o da banca) per facilitare la guarigione. Il vantaggio di questa procedura è la tempistica e la possibilità di un esame istologico del tessuto patologico completo.
Nei casi in cui il dente coinvolto permetta ancora una possibilità di recupero, od esista il rischio di ledere strutture importanti come fasci vasculo-nervosi, l'intervento consigliato è l'apertura della cavità verso il cavo orale o marsupializzazione (cistotomia o Partsch I). Prevede la creazione di una comunicazione stabile della cavità cistica nel cavo orale ed il suo mantenimento per un tempo sufficiente alla guarigione, che in alcuni casi può richiedere tempi lunghi, e l'uso di tecniche ortodontiche per guidare la fuoriuscita del dente. Talvolta per mantenere pulita la cavità durante la guarigione può rendersi necessario l'utilizzo di un otturatore prostetico che va modificato progressivamente.
In alcuni casi le due tecniche possono essere combinate, con una marsupializzazione iniziale che viene seguita dall'asportazione totale, una volta che la guarigione abbia raggiunto un livello tale da evitare di ledere le strutture più a rischio.
Nel caso si sia in presenza di una cisti eruttiva, raramente si rende necessario un trattamento, che nel caso si limiterà a favorire chirurgicamente l'apertura della cavità verso l'esterno, a cui dovrebbe seguire rapidamente la completa eruzione del dente associato.
in alcuni casi si rende necessario operare una apicectomia delle radici dei denti coinvolti, per evitare recidive.

### Prognosi e follow up
A differenza di altre lesioni cistiche dei mascellari, la possibilità di recidiva di una cisti dentigera è stata segnalata molto raramente. Il protocollo consigliato prevede un follow-up di tipo osservazionale nel caso di lesioni di una certa dimensione, in cui può rimanere il sospetto di avere a che fare con patologie di origine differente (principalmente tumori).